# Kenan Yıldız
Kenan Yıldız (wym. [ke:nan ɯɫ:dɯz]; ur. 4 maja 2005 w Ratyzbonie) – turecki piłkarz występujący na pozycji napastnika we włoskim klubie Juventus oraz w reprezentacji Turcji.